# Torben Weinreich
Torben Weinreich född 1946, är en dansk författare och lärare.
Weinreich är professor i barnlitteratur och var mellan åren 1998 till 2004 ledare för Center for Børnelitteratur vid Danmarks Pædagogiske Universitet i Köpenhamn. Som barnboksforskare har han aktivt bidragit till den fackliga debatten om genren i Norden. 
Han har givit ut flera böcker om barnlitteratur, däribland Leksikon for børnelitteratur tillsammans med sin fru Kari Sønsthagen 2003.